# ヘッドライト (映画)
『ヘッドライト』（Des Gens Sans Importance ）は、1956年のモノクロによるフランス映画。原作はセルジュ・グルッサールの小説『Des Gens Sans Importance』である。1986年の蔵原惟繕監督作品の邦画『道』は、本作のリメイクである。

## あらすじ
トラック運転手のジャンは長時間の運転の途中、国道沿いにある『ラ・キャラバン』という宿屋で休憩した。二年前のクリスマスの夜を思い出すジャン。彼は、パリとボルドーを往復するトラック運転手として、その日もこの宿で仮眠をとったのだ。宿には二十歳のクロ（クロチルド）というウェイトレスがいて、中年男のジャンは道ならぬ恋に落ちていった。
ジャンはパリの下町で妻子と暮らしていたが、妻や年頃の長女とは言い争いが絶えなかった。クロと深い仲になり、逢瀬の時間をやりくりするジャン。だが、ジャンは会社の上司ともめてクビになってしまった。クロはジャンの子を身ごもったことを手紙で知らせたが、その手紙はジャンの手には届かなかった。
パリに来てジャンの失業を知ったクロは、妊娠の事実をジャンに告げぬまま、怪しげな堕胎の手術を受けてしまった。家族にクロの存在を知られたジャンは、身一つで家を出ると、臨時の家畜運搬の仕事を引き受けた。妊娠は気のせいだったと嘘をつき、ジャンと暮らすためにトラックに乗り込むクロ。だが、途中の『ラ・キャラバン』に辿り着いた時、クロは息絶えてしまっていた。
『ラ・キャラバン』の店主に起こされ、トラックに乗り込む二年後のジャン。家族のもとに戻ったジャンは運転手として、淡々と日々を過ごすのだった。

## 原作との相違
この物語の原作及び映画の原題『Des Gens Sans Importance』の直訳は、『重要性のない人々』である。
セルジュ・グルッサールによる原作は、ジャンの妻ソランジュの死にまつわる事件を描いている。ソランジュを自宅のアパートの窓から突き落とした容疑で逮捕されるジャン。しかし、ジャンの愛人であるクロ(クロチルド)は、ジャンの無実を知っていた。ジャンが仕事に出かけた直後に、クロはソランジュを訪ねていたのだ。
小説は、警察に名乗り出ることを躊躇するクロの一連の行動と、逮捕されたジャンの葛藤、及び周囲の人々の動きを追って進行する。ソランジュは、夫の裏切りを知ったショックで窓から身を躍らせ、自殺したのだ。しかし、クロの言葉を警察が信じる保証はない。迷った挙句に、かつて勤めていた街道添いの宿屋に身を隠すクロ。だが、この宿屋に居続けるということは、風采の上がらない店主の女房になるということだった。結局、クロは警察に出頭し、ジャンは釈放を言い渡されるのだった。
映画脚本のフランソワ・ボワイエとアンリ・ヴェルヌイユは、原作の緻密な人物描写を生かして、しがないトラック運転手とウェイトレスの恋に焦点を当てた作品を再構築している。リメイク作の邦画『道』は、原作ではなく映画のストーリーに依っている。

## スタッフ
- 監督: アンリ・ヴェルヌイユ
- 製作: ルネ・ラフィット
- 脚本: フランソワ・ボワイエ
　　　アンリ・ヴェルヌイユ
- 編集: クリスチャン・ゴーダン
- 撮影: ルイ・パージュ
- 音楽: ジョセフ・コズマ

## キャスト
| 役名                   | 俳優                       | 日本語吹替  | 日本語吹替 |
| 役名                   | 俳優                       | NETテレビ版 | 東京12ch版 |
| ---------------------- | -------------------------- | ----------- | ---------- |
| ジャン・ビヤール       | ジャン・ギャバン           | 森山周一郎  | 森山周一郎 |
| クロチルド・ブラシェ   | フランソワーズ・アルヌール | 沢阿由美    |            |
| ソランジュ・ビヤール   | イヴェット・エティエヴァン | 麻生みつ子  |            |
| ジャクリーン・ビヤール | ダニー・カレル             | 桂玲子      |            |
| ピエロ・バーティ       | ピエール・モンディ         |             |            |

- NETテレビ版：初回放送1965年2月20日 15:15-17:15
- 東京12ch版：初回放送1975年12月25日『木曜洋画劇場』